# Kaze wa fuiteiru
„Kaze wa fuiteiru” (jap. 風は吹いている) – dwudziesty trzeci singel japońskiego zespołu AKB48, wydany w Japonii 26 października 2011 roku przez You! Be Cool.
Singel został wydany w pięciu edycjach: dwóch regularnych i dwóch limitowanych (Type A, Type B) oraz „teatralnej” (CD). Osiągnął 1 pozycję w rankingu Oricon i pozostał na liście przez 28 tygodni sprzedał się w nakładzie 1 457 113 egzemplarzy. Singel zdobył status płyty Milion.
Singel powstał w celu wsparcia ofiar trzęsienia ziemi i tsunami w Tōhoku w 2011 roku, grupa przekazała na ten cel ponad 1,25 mld jenów z projektu Dareka no tame ni, a także zorganizowała koncerty charytatywne.

## Lista utworów
Wszystkie utwory zostały napisane przez Yasushiego Akimoto.

### Type A
| CD  | | | |      |
| Nr  | Tytuł                                                                                              | Kompozycja                                                                                         | Aranżacja                                                                                          | Czas |
| 1.  | „Kaze wa fuiteiru” (jap. 風は吹いている)                                                           | Mineaki Kawahara                                                                                   | Mineaki Kawahara, Yūichi "Masa" Nonaka                                                             | 3:39 |
| 2.  | „Kimi no senaka” (jap. 君の背中) (wyk. Under Girls)                                                | Yūsuke Itagaki                                                                                     | Yūsuke Itagaki                                                                                     | 4:11 |
| 3.  | „Vamos” (wyk. Under Girls Baragumi)                                                                | Akio Hayakawa                                                                                      | Satoshi Ikezawa                                                                                    | 4:23 |
| 4.  | „Kaze wa fuiteiru” (jap. 風は吹いている) (off vocal version)                                       | Mineaki Kawahara                                                                                   | Mineaki Kawahara, Yūichi "Masa" Nonaka                                                             | 3:39 |
| 5.  | „Kimi no senaka” (jap. 君の背中) (off vocal version)                                               | Yūsuke Itagaki                                                                                     | Yūsuke Itagaki                                                                                     | 4:11 |
| 6.  | „Vamos” (off vocal version)                                                                        | Akio Hayakawa                                                                                      | Satoshi Ikezawa                                                                                    | 4:23 |
| DVD | | | |      |
| Nr  | Tytuł                                                                                              | Tytuł                                                                                              | Tytuł                                                                                              | Czas |
| 1.  | „Kaze wa fuiteiru” (jap. 風は吹いている) (Music Clip)                                              | „Kaze wa fuiteiru” (jap. 風は吹いている) (Music Clip)                                              | „Kaze wa fuiteiru” (jap. 風は吹いている) (Music Clip)                                              |      |
| 2.  | „Kimi no senaka” (jap. 君の背中) (Music Clip)                                                      | „Kimi no senaka” (jap. 君の背中) (Music Clip)                                                      | „Kimi no senaka” (jap. 君の背中) (Music Clip)                                                      |      |
| 3.  | „Vamos” (Music Clip)                                                                               | „Vamos” (Music Clip)                                                                               | „Vamos” (Music Clip)                                                                               |      |
| 4.  | „Kaze wa fuiteiru” (jap. 風は吹いている) Music Clip (DANCE! DANCE! DANCE! ver.)                    | „Kaze wa fuiteiru” (jap. 風は吹いている) Music Clip (DANCE! DANCE! DANCE! ver.)                    | „Kaze wa fuiteiru” (jap. 風は吹いている) Music Clip (DANCE! DANCE! DANCE! ver.)                    |      |
| 5.  | „Tokuten eizō: AKB48 konto „Pheromone keiji”-hen” (jap. 特典映像 AKB48コント 「フェロモン刑事」編) | „Tokuten eizō: AKB48 konto „Pheromone keiji”-hen” (jap. 特典映像 AKB48コント 「フェロモン刑事」編) | „Tokuten eizō: AKB48 konto „Pheromone keiji”-hen” (jap. 特典映像 AKB48コント 「フェロモン刑事」編) |      |

### Type B
| CD  |                                                                                   |                                                                                   |                                                                                   |      |
| Nr  | Tytuł                                                                             | Kompozycja                                                                        | Aranżacja                                                                         | Czas |
| 1.  | „Kaze wa fuiteiru” (jap. 風は吹いている)                                          | Mineaki Kawahara                                                                  | Mineaki Kawahara, Yūichi "Masa" Nonaka                                            | 3:39 |
| 2.  | „Kimi no senaka” (jap. 君の背中) (wyk. Under Girls)                               | Yūsuke Itagaki                                                                    | Yūsuke Itagaki                                                                    | 4:11 |
| 3.  | „Gondola Lift” (jap. ゴンドラリフト) (wyk. Under Girls Yurigumi)                  | Shintarō Itō                                                                      | Makoto Wakatabe                                                                   |      |
| 4.  | „Kaze wa fuiteiru” (jap. 風は吹いている) (off vocal ver.)                         | Mineaki Kawahara                                                                  | Mineaki Kawahara, Yūichi "Masa" Nonaka                                            | 3:39 |
| 5.  | „Kimi no senaka” (jap. 君の背中) (off vocal ver.)                                 | Yūsuke Itagaki                                                                    | Yūsuke Itagaki                                                                    | 4:11 |
| 6.  | „Gondola Lift” (jap. ゴンドラリフト) (off vocal ver.)                             | Shintarō Itō                                                                      | Makoto Wakatabe                                                                   |      |
| DVD |                                                                                   |                                                                                   |                                                                                   |      |
| Nr  | Tytuł                                                                             | Tytuł                                                                             | Tytuł                                                                             | Czas |
| 1.  | „Kaze wa fuiteiru” (jap. 風は吹いている) (Music Clip)                             | „Kaze wa fuiteiru” (jap. 風は吹いている) (Music Clip)                             | „Kaze wa fuiteiru” (jap. 風は吹いている) (Music Clip)                             |      |
| 2.  | „Kimi no senaka” (jap. 君の背中) (Music Clip)                                     | „Kimi no senaka” (jap. 君の背中) (Music Clip)                                     | „Kimi no senaka” (jap. 君の背中) (Music Clip)                                     |      |
| 3.  | „Gondola Lift” (jap. ゴンドラリフト) (Music Clip)                                 | „Gondola Lift” (jap. ゴンドラリフト) (Music Clip)                                 | „Gondola Lift” (jap. ゴンドラリフト) (Music Clip)                                 |      |
| 4.  | „Kaze wa fuiteiru” (jap. 風は吹いている) Music Clip (DANCE! DANCE! DANCE! ver.)   | „Kaze wa fuiteiru” (jap. 風は吹いている) Music Clip (DANCE! DANCE! DANCE! ver.)   | „Kaze wa fuiteiru” (jap. 風は吹いている) Music Clip (DANCE! DANCE! DANCE! ver.)   |      |
| 5.  | „Tokuten eizō: AKB48 konto „Taxi”-hen” (jap. 特典映像 AKB48コント 「タクシー」編) | „Tokuten eizō: AKB48 konto „Taxi”-hen” (jap. 特典映像 AKB48コント 「タクシー」編) | „Tokuten eizō: AKB48 konto „Taxi”-hen” (jap. 特典映像 AKB48コント 「タクシー」編) |      |

### Wer. teatralna
| CD |                                                           |                  |                                        |      |
| Nr | Tytuł                                                     | Kompozycja       | Aranżacja                              | Czas |
| 1. | „Kaze wa fuiteiru” (jap. 風は吹いている)                  | Mineaki Kawahara | Mineaki Kawahara, Yūichi "Masa" Nonaka | 3:39 |
| 2. | „Kimi no senaka” (jap. 君の背中) (wyk. Under Girls)       | Yūsuke Itagaki   | Yūsuke Itagaki                         | 4:11 |
| 3. | „Tsubomitachi” (jap. 蕾たち) (wyk. Team 4 + Kenkyūsei)    | Shintarō Itō     | Yūichi "Masa" Nonaka                   |      |
| 4. | „Kaze wa fuiteiru” (jap. 風は吹いている) (off vocal ver.) | Mineaki Kawahara | Mineaki Kawahara, Yūichi "Masa" Nonaka | 3:39 |
| 5. | „Kimi no senaka” (jap. 君の背中) (off vocal ver.)         | Yūsuke Itagaki   | Yūsuke Itagaki                         | 4:11 |
| 6. | „Tsubomitachi” (jap. 蕾たち) (off vocal ver.)             | Shintarō Itō     | Yūichi "Masa" Nonaka                   |      |

## Skład zespołu
| „Kaze wa fuiteiru” |
| --- |
| - Team A: Atsuko Maeda (środek), Haruna Kojima, Rino Sashihara, Mariko Shinoda, Aki Takajō, Minami Takahashi - Team K: Yūko Ōshima (środek), Tomomi Itano, Minami Minegishi, Sae Miyazawa, Yui Yokoyama - Team B: Tomomi Kasai, Yuki Kashiwagi, Rie Kitahara, Mayu Watanabe - Team S: Rena Matsui, Jurina Matsui - Team N: Sayaka Yamamoto |

| „Kimi no senaka” |
| --- |
| - Team A: Aika Ōta (środek), Misaki Iwasa, Haruka Nakagawa, Ami Maeda - Team K: Ayaka Kikuchi, Reina Fujie - Team B: Haruka Ishida, Mika Komori, Sumire Satō, Miho Miyazaki - Team 4: Maria Abe, Miori Ichikawa, Anna Iriyama, Haruka Shimazaki, Suzuran Yamauchi - AKB48 Kenkyūsei: Rena Katō - Team KII: Akane Takayanagi - Team E: Kanon Kimoto - NMB48 Kenkyūsei: Eriko Jō |

| „Vamos” |
| --- |
| - Team A: Shizuka Ōya, Chisato Nakata, Sayaka Nakaya, Natsumi Matsubara - Team K: Tomomi Nakatsuka (środek), Mayumi Uchida, Miku Tanabe, Misato Nonaka, Rumi Yonezawa - Team B: Kana Kobayashi, Shihori Suzuki, Mariya Suzuki, Rina Chikano, Natsumi Hirajima - Team 4: Miyu Takeuchi (środek), Haruka Shimada, Shiori Nakamata, Mariya Nagao |

| „Gondola Lift” |
| --- |
| - Team A: Haruka Katayama, Asuka Kuramochi - Team K: Ayaka Umeda (środek), Sayaka Akimoto, Moeno Nitō, Sakiko Matsui - Team B: Amina Satō, Natsuki Satō, Yuka Masuda - Team 4: Mariko Nakamura |

| „Tsubomitachi” |
| --- |
| - Team 4: Haruka Shimazaki (środek), Maria Abe, Miori Ichikawa, Anna Iriyama, Haruka Shimada, Miyu Takeuchi, Shiori Nakamata, Mariko Nakamura, Mariya Nagao, Suzuran Yamauchi - Kenkyūsei: Rina Izuta, Karen Iwata, Miyu Ōmori, Rena Katō, Rina Kawaei, Natsuki Kojima, Marina Kobayashi, Erena Saeed Yokota, Yukari Sasaki, Rika Suzuki, Juri Takahashi, Yūka Tadano, Wakana Natori, Rina Hirata, Nana Fujita, Tomu Mutō, Ayaka Morikawa |

## Notowania
| Lista                                      | Pozycja |
| ------------------------------------------ | ------- |
| Oricon Weekly Singles Chart                | 1       |
| Oricon Yearly Singles Chart                | 3       |
| Billboard Japan Hot 100                    | 1       |
| Billboard Japan Hot Singles Sales          | 1       |
| Billboard Japan Hot Top Airplay            | 1       |
| Billboard Japan Adult Contemporary Airplay | 5       |

## Wersja JKT48
Grupa JKT48 wydała własną wersję piosenki jako ósmy singel. Ukazał się 24 grudnia 2014 roku w dwóch edycjach: CD oraz CD+DVD.

### Lista utworów
| CD (wer. regularna)   |                                                                                                 |                                                                                               |      |
| Nr                    | Tytuł                                                                                           | Oryginalna piosenka                                                                           | Czas |
| 1.                    | „Angin Sedang Berhembus ~ The Wind is Blowing/kaze wa Fuiteru”                                  | „Kaze wa fuiteiru”                                                                            |      |
| 2.                    | „Ciuman juga kidal ~ Kiss datte Hidarikiki”                                                     | „Kiss datte hidarikiki”                                                                       |      |
| 3.                    | „Simpati Gravitasi ~ Juryoku Sympathy”                                                          | „Jūryoku Sympathy” (Team Surprise 1st Stage)                                                  |      |
| 4.                    | „Selamanya Pressure ~ Eien Pressure”                                                            | „Eien Pressure”                                                                               |      |
| 5.                    | „Berkedip 3 kali ~ Wink wa 3 Kai”                                                               | „Wink wa 3-kai”                                                                               |      |
| 6.                    | „Angin Sedang Berhembus ~ The Wind is Blowing/kaze wa Fuiteru” (English Version) (tylko CD+DVD) | „Kaze wa fuiteiru”                                                                            |      |
| DVD (wer. limitowana) |                                                                                                 |                                                                                               |      |
| Nr                    | Tytuł                                                                                           | Tytuł                                                                                         | Czas |
| 1.                    | „Angin Sedang Berhembus ~ The Wind is Blowing/Kaze wa Fuiteru” (Music Video)                    | „Angin Sedang Berhembus ~ The Wind is Blowing/Kaze wa Fuiteru” (Music Video)                  |      |
| 2.                    | „Angin Sedang Berhembus ~ The Wind is Blowing/Kaze wa Fuiteru Behind the scenes Music Video ”   | „Angin Sedang Berhembus ~ The Wind is Blowing/Kaze wa Fuiteru Behind the scenes Music Video ” |      |

## Inne wersje
- Grupa SNH48 wydała własną wersję tytułowej piosenki, pt. „Shēngmìng zhī fēng” (chn. 生命之风), na trzecim minialbumie Koisuru Fortune Cookie w 2013 roku.